# Michael Mager
Michael Mager (* 1961) war infolge eines Justizirrtums sechs Jahre lang unschuldig im Gefängnis. Das Landgericht Berlin hatte ihn am 14. März 1984 wegen Mordes an der 77-jährigen Rentnerin Melanie S. zu einer Jugendstrafe von acht Jahren verurteilt. Nach Verbüßung von rund sechs Jahren wurde am 12. Dezember 1989 der Strafrest zur Bewährung ausgesetzt.
1996 kam es zu einem Wiederaufnahmeverfahren vor dem Landgericht Berlin, das mit einem Freispruch endete. Nicht Michael Mager, sondern der Serienmörder Thomas Rung hatte die Tat begangen.

## Mord und Prozess
Die Rentnerin war am 13. Oktober 1983 in ihrer Wohnung in Berlin-Neukölln erwürgt und ausgeraubt worden. Nachdem die Polizei einen Fingerabdruck sowie Schuldscheine von Michael Mager am Tatort gefunden hatte, nahm sie ihn als Tatverdächtigen fest. Nach stundenlangen Verhören räumte er den Mord schließlich ein, widerrief das Geständnis aber kurze Zeit später. Dieses trug trotzdem wesentlich zu seiner Verurteilung bei.
1995 gestand Thomas Rung dann den Mord an seiner früheren Vermieterin Melanie S.
Da die damaligen Richter laut dem Freispruch-Urteil „unvertretbare Fehler“ bei ihrer Entscheidung im März 1984 begangen hatten, bekam Mager trotz seines falschen Geständnisses eine Haftentschädigung. So hatte er damals behauptet, der Rentnerin sechs Mal ein Brett auf den Kopf geschlagen zu haben. Diese Aussage stand aber im Widerspruch zu dem Obduktionsbericht, in dem keine Kopfverletzungen vermerkt waren. Ebenso hätte auffallen müssen, dass die bei der Toten festgestellten Knochenbrüche nicht mit den Angaben Magers übereinstimmten, der nur von Schütteln gesprochen hatte. Schließlich fand sein Alibi im Urteil keine Erwähnung. Mager war zur Tatzeit nachweislich beim Sozialamt gewesen. Dieser Umstand jedoch war im ersten Verfahren weder Richter und Staatsanwalt noch dem Verteidiger aufgefallen.
Am 2. März 2011 war Michael Mager Studiogast bei Steffen Hallaschka in der Sendung stern TV zum Thema „Unschuldig im Gefängnis“.